# Nobody's Fool (pel·lícula)
Nobody's Fool (en català, Ningú és un ximplet) és una pel·lícula de 1994 basada en la novel·la de Richard Russo de 1993 del mateix nom. La pel·lícula va ser escrita i dirigida per Robert Benton i té com a protagonistes Paul Newman, Jessica Tandy, Bruce Willis, Melanie Griffith, Dylan Walsh, Pruitt Taylor Vince, Gen Saks, Josef Sommer, Philip Seymour Hoffman, i Philip Bosco. Fou la darrera pel·lícula de Jessica Tandy abans de la seva mort l'11 de setembre de 1994.

## Argument
Donald "Sully" Sullivan (Newman), coix a causa d'un accident laboral, és tot un personatge. Viu al pacífic i nevat poble de North Bath, al nord de Nova York. Guanya algunes lliures en el negoci de la construcció, generalment acompanyat del seu amic Rub (Vince). Sovint s'enfronta amb Carl Roebuck (Willis), el contractista del poble, per feines o deutes; també flirteja amb Toby (Griffith), la dona de Carl. L'advocat de Sully, Wirf (Saks), és bastant inepte, i perd sempre els plets; Sully no aconsegueix que l'indemnitzin per la lesió al genoll mentre treballava. És un client habitual del Iron Horse Saloon, on sovint beu i juga a les cartes amb Wirf, Carl, Rub i el xèrif del poble. Viu com a inquilí en la casa d'una anciana, Beryl (Tandy), mare del banquer del poble, Clive (Sommer). Clive no veu amb bons ulls que visqui amb la seva mare i insisteix que el faci fora. Clive intenta fer un gran negoci que finalment fracassa i ha de fugir del poble.
Una broma repetitiva de Sully és la de robar-li a Carl la seva màquina llevaneus. Carl, per a evitar-ho, la guarda darrera una tanca i vigilada pel seu doberman. Sully, després de drogar el gos, la torna a robar, aquest cop amb ajuda del seu fill Peter (Walsh). Peter, professor d'universitat, ha arribat al poble amb la seva dona i els seus dos fills per anar a casa la seva mare el dia d'Acció de Gràcies. Peter i la seva dona se separen i amb el seu pare, Sully, que els va abandonar quan tenia un any, malgrat les diferències, intenten reconstruir la seva relació pare-fill. Sully intenta apropar-se al seu net Will (Alexander Goodwin).
Després de ser empresonat per colpejar a un oficial de policia, Raymond (Hoffman), qui sempre el persegueix per multar-lo, la situació de Sully empitjora. Però quan surt de la presó al cap d'un parell de dies, tot millora: la relació amb el seu fill, amb el seu net i fins i tot guanya en les apostes de curses de cavalls.
Toby, enganyada un cop més per Carl, ofereix a Sully d'anar a Hawaii. Tot i que inicialment accepta, Sully s'adona que ara no pot deixar el seu net, el seu fill i al seu amic Rub. Li agraeix l'oferiment a Toby però es queda, segueix de llogater a casa de Miss Beryl tot i que finalment amb una millor situació econòmica i anímica.

## Repartiment
- Paul Newman com a Donald "Sully" Sullivan
- Jessica Tandy com a Beryl Peoples
- Bruce Willis com a Carl Roebuck
- Melanie Griffith com a Toby Roebuck
- Dylan Walsh com a Peter Sullivan
- Pruitt Taylor Vince com a Rub Squeers
- Gen Saks com a Wirf Wirfley
- Josef Sommer com a Clive Peoples Jr.
- Philip Seymour Hoffman com a agent Raymer
- Philip Bosco com a jutge Flatt
- Catherine Dent com a Charlotte Sullivan
- Margo Martindale com a Birdy